# (74083) 1998 OF6
(74083) 1998 OF6 – planetoida z pasa głównego asteroid okrążająca Słońce w ciągu 4,16 lat w średniej odległości 2,59 j.a. Odkryta 30 lipca 1998 roku.